# T. B. Hyslop

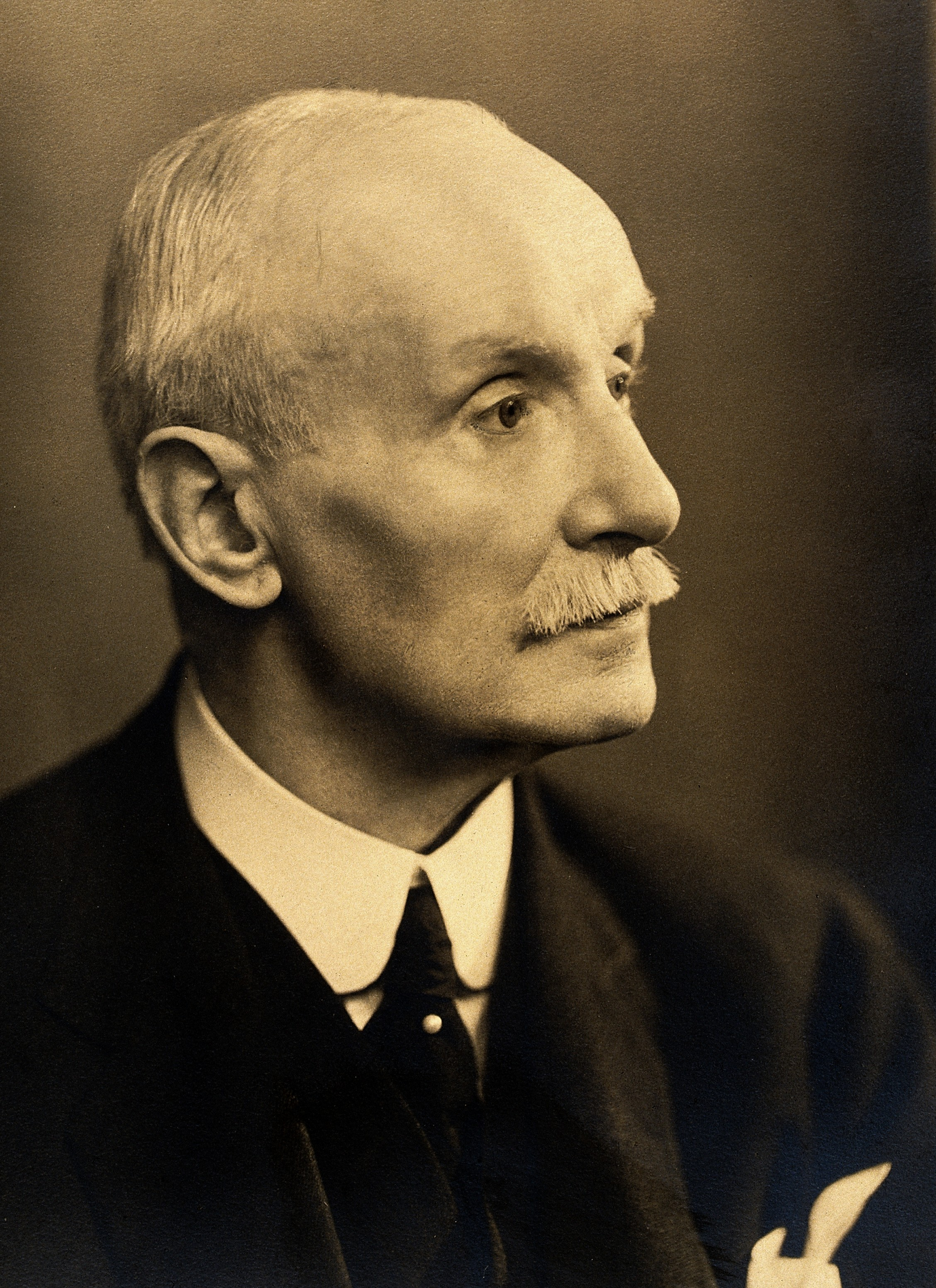
Theophilus Bulkeley Hyslop

Dr Theophilus Bulkeley Hyslop FRSE MRCPE (1865-1933) fue un médico británico que se especializó en la salud mental y la supervisión, en varias capacidades médicas, el famoso hospital de Bethlem Royal en Londres (comúnmente conocido como, y que da nombre a Bedlam) 1888-1911. fue un firme exponente de la eugenesia. También estaba interesado en el uso de la hipnosis, el tratamiento de las enfermedades mentales.

## Vida
Cuando Theo tenía dos años su padre, William Hyslop, adquirió Stretton House, un asilo para hombres lunaticos en Church Stretton.
Hyslop se sometió a la formación médica de graduarse de la Universidad de Edimburgo MB CM en 1886 antes de obtener su doctorado (MD).
En 1888 se incorporó al Hospital Real de Bethlem, un gran asilo en Londres. Se retiró en 1911. Él también dio una conferencia en Medicina Psicológica del Hospital St. Marys en Londres y en la Escuela de Medicina de la Mujer. Fue elegido miembro de la Royal Society de Edimburgo en 1908. Sus proponentes fueron Sir Arthur Mitchell , James Crichton-Browne , Sir alemán Sims Woodhead y Sir Thomas Clouston.
Hyslop era un famoso crítico de arte de su contemporáneo, Roger Fry , afirmando que se debía a la locura. Fue Presidente de la Sociedad para el Estudio de la embriaguez y la Sociedad Médica del Chelsea. Se destacó como orador después de la cena y fue Presidente de la Club de Omar Khayyam. Él era un gran atleta (polo-puente) y jugó cricket, tenis y golf. Compuso la música, pintado (siendo tres veces exhibidos en la Real Academia) y esculpidas.
Desarrolló los ataques de ansiedad que se materializó como un tic en la cara y los hombros durante los Zeppelin redadas en Londres en la Primera Guerra Mundial.
Murió el 12 de febrero de 1933.

## Publicaciones
Él hizo varias contribuciones a Daniel Hack Tuke 's Diccionario de Medicina Psicológico (1892)
Laputa (1895)
Fisiología mental, especialmente en relación con los trastornos mentales (1895)
Laputa Revisited (1905)
Post-Ilusionismo y el arte de los locos (1911)
El Borderland: algunos de los problemas de la locura (1924)
El Gran Los anormales (1925)
La locura y la Ley (BMJ 1926)